# Phi đô la hóa

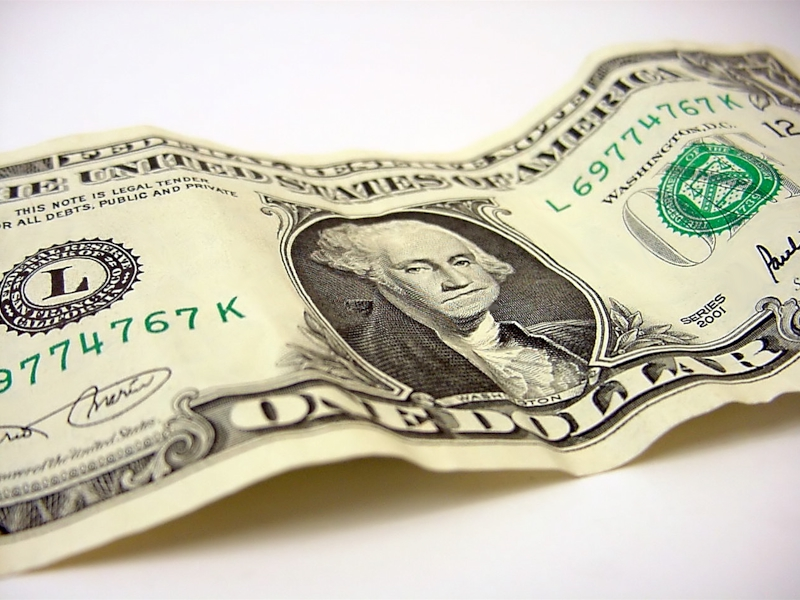
Hình minh họa về phi đô la hóa

Phi đô la hóa (Dedollarisation) đề cập đến quá trình các quốc gia giảm sự phụ thuộc vào đô la Mỹ (USD) dưới dạng đồng tiền dự trữ, phương tiện trao đổi hoặc dưới dạng đơn vị tài khoản. Phi đô la hóa là quá trình nhiều mặt liên quan đến việc giảm sự phụ thuộc của một quốc gia vào đồng USD trong cả giao dịch kinh tế trong nước và quốc tế. Chiến lược này xuất phát từ mối lo ngại về tính dễ bị tổn thương của đồng USD và mức độ ảnh hưởng của đồng tiền này đối với nền kinh tế quốc gia. Thuật ngữ này đề cập đến quá trình chuyển đổi khỏi việc sử dụng đồng USD trong thương mại quốc tế nhằm giảm rủi ro và tính dễ bị tổn thương trong các giao dịch, đây là một chiến lược từng được các quốc gia sử dụng để thách thức vị thế thống trị của đồng USD. Tổng thống Nga Vladimir Putin công khai tuyên bố rằng "Quá trình phi đô la hóa là không thể đảo ngược".

## Tổng quan
Đồng đô la Mỹ bắt đầu thay thế bảng Anh làm tiền tệ dự trữ quốc tế (tiền tệ thế giới) từ những năm 1920 kể từ khi nó nổi lên sau Chiến tranh thế giới thứ nhất một cách tương đối bình yên và vì Hoa Kỳ là nước nhận đáng kể dòng vàng chảy vào trong thời chiến. Kể từ khi thành lập hệ thống Bretton Woods, đồng đô la Mỹ đã được sử dụng làm phương tiện giao dịch quốc tế. Bộ Tài chính Hoa Kỳ thực hiện giám sát đáng kể đối với mạng lưới chuyển tiền tài chính SWIFT, và do đó có ảnh hưởng rất lớn đến các hệ thống giao dịch tài chính toàn cầu, với khả năng áp đặt các biện pháp trừng phạt đối với các tổ chức và cá nhân nước ngoài. Hiện nay, ngày càng có nhiều nước trên thế giới lựa chọn "phi đô la hóa" trong các hoạt động tài chính và thương mại nhằm tránh nguy cơ một ngày nào đó trở thành nạn nhân của cái gọi là "vũ khí hóa" đồng USD, qua đó thúc đẩy xu hướng đa cực trong hệ thống tiền tệ thế giới. Các ngân hàng Trung ương toàn cầu đã mua lượng vàng lớn kể từ đầu năm 2022. Xu hướng này được cho là sẽ tiếp tục khi các quốc gia tìm cách thoát khỏi tình trạng "tập trung quá mức" dự trữ vào đồng đô la, dường như là một phần của phong trào phi đôla hóa nhằm giảm sự phụ thuộc vào đồng USD trong thương mại và đầu tư.
Một trong những lợi ích chính của việc phi đô la hóa là tăng cường chủ quyền kinh tế của một quốc gia. Việc phụ thuộc quá nhiều vào một ngoại tệ như đồng USD có thể khiến quốc gia đó dễ bị tổn thương trước những áp lực kinh tế bên ngoài và các quyết định chính trị nằm ngoài tầm kiểm soát. Bằng cách thúc đẩy việc sử dụng đồng tiền riêng, một quốc gia có thể khẳng định quyền kiểm soát tốt hơn đối với vận mệnh kinh tế của mình. Phi đô la hóa sẽ làm giảm đáng kể rủi ro trao đổi tiền tệ liên quan đến thương mại quốc tế. Khi các giao dịch được thực hiện bằng ngoại tệ, doanh nghiệp sẽ phải đối mặt với những biến động về tỷ giá hối đoái, có thể dẫn đến chi phí khó lường và sự bất ổn về tài chính. Việc sử dụng đồng nội tệ sẽ giảm thiểu những rủi ro này, mang lại sự ổn định cho doanh nghiệp và giảm khả năng gián đoạn thương mại. Việc phi đô la hóa cũng thúc đẩy quyền tự chủ về tài chính và tiền tệ.
Nhóm các nền kinh tế mới nổi hàng đầu thế giới (BRICS) mà Nga và Trung Quốc là thành viên, đang thúc đẩy việc cho ra đời một loại tiền dự trữ riêng của 5 nước thành viên, có thể dựa trên vàng và các hàng hóa khác, nhưng không phải đồng USD. Dự án này được gọi là R5, cho phép các nước dần tiến hành hoạt động thương mại song phương mà không cần sử dụng đồng USD và cũng làm giảm tỷ lệ dự trữ USD quốc tế. Tuy nhiên, bất chấp xu hướng "phi USD hóa" hiện nay khiến vị thế quốc tế của đồng USD bị lung lay, giới phân tích vẫn tin tưởng đồng tiền của Mỹ không dễ dàng mất đi vị trí thống trị của mình. Vị thế vững chắc của đồng USD đã được chứng minh sau các sự cố tài chính toàn cầu như hệ thống Bretton Woods sụp đổ vào thập niên 1970, hay sự ra đời của đồng euro năm 1999 và sau đó là khủng hoảng tài chính 2008-2009. Đến 60% dự trữ ngoại hối của các ngân hàng trung ương trên thế giới hiện nay duy trì bằng USD Đô la Mỹ được tín nhiệm cao và được nhiều nước sẵn sàng chấp nhận dùng làm dự trữ và phương tiện thanh toán đưa đến lợi thế cho chính nước Mỹ vì Mỹ có thể in tiền để mua hàng hóa của nước khác; các nước này sẵn sàng chấp nhận đô la Mỹ tức là cho Mỹ vay, dù nước Mỹ có thất thu trong cán cân ngoại thương. Mỹ đã và đang được hưởng lợi, trong thời gian dài, vì có thể tiếp tục với tỷ lệ nợ nước ngoài trên dưới 100% GDP tính từ 2011.